# Stibeutes
Stibeutes is een geslacht van insecten uit de orde vliesvleugeligen (Hymenoptera) en de familie Ichneumonidae.

## Soorten
- S. blandi Schwarz & Shaw, 2011
- S. breviareolatus (Thomson, 1884)
- S. brevicornis (Lange, 1911)
- S. buccatus Horstmann, 2010
- S. calderonae Bordera & Hernandez-Rodriguez, 2004
- S. cinctellus (Fonscolombe, 1851)
- S. coriaceus Horstmann, 2010
- S. curvispina (Thomson, 1884)
- S. gravenhorstii Forster, 1850
- S. heinemanni Forster, 1850
- S. heterogaster (Thomson, 1885)
- S. hirsutus Bordera & Hernandez-Rodriguez, 2004
- S. infernalis (Ruthe, 1859)
- S. intermedius Horstmann, 2010
- S. nigrinus Horstmann, 2010
- S. pedestrator Aubert, 1982
- S. pilosus Horstmann, 1993
- S. punctipleuris Horstmann, 2010
- S. rozsypali (Gregor, 1941)
- S. rugiventris (Strobl, 1901)
- S. tricinctor (Aubert, 1968)
- S. yuasai (Bradley, 1918)